# Baby-Brousse
Baby-Brousse – oparty na Citroenie 2CV pojazd typu buggy. Był produkowany głównie na terenie Wybrzeża Kości Słoniowej, także w Iranie, Senegalu, Chile, Wietnamie oraz Grecji. W latach 1963–1987 łącznie wyprodukowano ponad 31 tys. pojazdów.